# Lesueuria tiedemanni
Lesueuria tiedemanni är en kammanetart som först beskrevs av Johann Friedrich von Eschscholtz 1829.  Lesueuria tiedemanni ingår i släktet Lesueuria och familjen Bolinopsidae. Inga underarter finns listade i Catalogue of Life.